# سليمان بن الحسن بن مخلد
سليمان بن الحسن بن مخلد (ازدهر حوالي 930–940) كان مسؤولًا في الخلافة العباسية. وهو ابن الوزير السابق الحسن بن مخلد بن الجراح، تولى سليمان منصب الوزير ثلاث مرات، في عامي 930-931، و936، وأخيرًا في عامي 940-941، في عهد أمير الأمراء بجكم التركي. وبحسب المؤرخ الحديث للوزارة العباسية، دومينيك سورديل ، فإنه كان "متميزًا بشكل أساسي بسبب عدم كفاءته".